# 薛家平
薛家平（英語：Frank Scarpitti）是加拿大安大略省萬錦市的現任市长。在剛結束的市選，薛家平擊敗在最後一刻挑戰他的副市長Don Hamilton（未有統一譯名：星島譯作「咸美頓」，明報譯作「漢密爾頓」），第五度當選成功連任。

## 生平

### 早年生活
薛家平於1960年出生於安大略省。他是當地意大利移民的後裔，父母親分別叫安東尼奧和露西亞。薛家平已婚，是三名子女的父親，太太名叫蘭西。

### 從政生涯
薛家平自1985年開始成為約克區的區議員。他首度競逐萬錦市市長席位時於1990年省選，代表安大略自由黨於萬錦選區出選，可惜落敗。其後，1992年時因前任市長Tony Roman逝世，時任副市長的薛家平獲委任為萬錦市市長兩年時間。不過在1994年市選競逐連任時被Don Cousens擊敗落選。之後薛家平在多伦多的CFMT電台當播音員，直到1997年。1997年至2006年，他再度出任萬錦市副市長職務。期間的2003年至2006年出任預算委員會主席。
2006年，Don Cousens退休不再連任，薛家平再次競逐市長選舉，首度成功當選，2010年競選連任時支持率達到85%。2014年第三任競選也有差不多71%支持率。到2018年競選時第四度連任，這時他已是萬錦市任期第二長的市長，在約克區域議會也第九度連任，服務萬錦市超過30年。2022年第五度當選。若薛家平順利完成其第五任期，在2024年他會超越Tony Roman成為萬錦市任期最長的市長。

### 批評
2019年10月，薛家平因為出席中华人民共和国国庆节在加國的升旗禮而受到批評，認為他過度親中。

## 參看
- 萬錦市市長列表（英语：List of mayors of Markham, Ontario）